# Sumirago
Sumirago (lombardul: Sumiragh) település Olaszországban, Varese megyében. Lakosainak száma 5985 fő (2023. január 1.). Sumirago Albizzate, Azzate, Besnate, Brunello, Castronno, Crosio della Valle, Mornago és Jerago con Orago községekkel határos.

## Népesség
A település népességének változása:
| Lakosok száma | 6183 | 6149 | 5985 |
|               | 2017 | 2018 | 2023 |